# 颱風梅米
台风鸣蝉（英語：Typhoon Maemi，国际编号：0314，联合台风警报中心：WP152003，菲律宾大气地球物理和天文管理局：Pogi）是1904年有纪录以来吹袭朝鮮半島的最强台风，于2003年9月4日经西太平洋季风槽内存在的扰动天气发展而成。系统在向西北方向移动期间缓慢增强成热带风暴鸣蝉，再于9月8日达到台风标准。由于外界环境有利，气旋这天开始以更快地速度强化，发展出层次分明的风眼并达到风力时速195公里的最高强度。接近最高强度时，风暴的前进速度减缓并转朝东北偏北方向移动。不久后，鸣蝉的风眼墙于9月10日在日本宫古岛上空经过，当地测得的气压值低至912毫巴（百帕，26.9英寸汞柱），是该国有纪录以来测得的第4低气压。由于行经洋面水温较高，台风得以保持较高强度，于9月12日从韩国釜山以西不远处登陆。次日，风暴在韩国东海转变成温带气旋，系统残留又持续了数天，日本北部因此遭遇狂风。
日本琉球群岛是最先受到台风摧残的地区。宫古岛有104幢建筑受到狂风破坏，95%的居民家中停电。气旋还在该岛产生暴雨，1小时降雨量高达58.5毫米，24小时降雨量更有402.5毫米，创下单日雨量新纪录，岛上还有1人因被飞溅的玻璃割伤致死。日本多地有许多航班取消，还有多条道路被降水引发的山崩堵塞。该国另有两人丧生，经济损失总额达113亿日圆（2003年日圆，相当于同年的9600万美元）。韩国受创最为严重，特别是鸣蝉的登陆点附近。济州岛测得的阵风时速高达每小时216公里，最低气压950毫巴（百帕，28英寸汞柱），两项数据都刷新韩国原有纪录，其中气压值比颱風莎拉早在1959年创下的纪录更低。釜山的台风登陆点附近测得风速为每小时154公里，是该国有纪录以来测得的第2高风速。釜山受到风暴重创，导致出口运作在之后数月都无法恢复正常。整个韩国共有约5000套房屋被狂风摧毁，1万3000户民宅或商铺受损，致使2万5000人流离失所。约有147万户居民家中停电，大范围地区的庄稼也受到重创，导致稻米收成创下23年来新低。受鸣蝉影响，韩国共有117人遇难，总体经济损失高达5万5200亿韩圆（2003年韩圆，相当于同年的48亿美元）。
由於梅米重創韓國，颱風委員會把梅米除名，由彩虹取代。

## 气象历史
2003年9月上旬，有季风槽在关岛附近催生出热带扰动。系统包含杂乱无章的对流区（也称雷暴），所在海域存在中等强度风切变。9月4日时，对流结构已有改善，组织出弱下层环流。虽有风切变的不利影响，但系统继续发展，在楚克州以北洋面成为热带低气压。协调世界时9月5日凌晨2点，联合台风警报中心发布热带气旋形成警报，并于当天开始针对位于关岛以西近海的第十五号热带低气压发布公告，此时系统中心上空的对流已有增长。受北侧的副热带高压脊影响，气旋形成后的第一个星期总体向西北方向移动。
9月6日清晨，日本气象厅将热带低气压升级成热带风暴并以“鸣蝉”（Maemi）命名。由于外界环境更趋利好，风切变更少，外流也有加强，鸣蝉得以继续强化。9月7日，日本气象厅把气旋升级成强烈热带风暴，并于次日进一步升级成台风。联合台风警报中心也在鸣蝉的卫星图像上出现眼状特征后将之升级为台风。此外，菲律宾大气地球物理和天文服务管理局也在此期间开始针对风暴发布公告并以当地人名“普杰”（Pogi）为之命名，不过这场台风自始至终没有逼近该国。9月8日，受逐渐逼近的短波槽产生的气流影响，气旋因外流强化而开始快速增强。9月9日中午12点，联合台风警报中心估计风暴的1分钟持续风速已达每小时240公里，达到超级台风标准。次日，该机构估计鸣蝉达到风力时速280公里，阵风时速335公里的最高强度，已处萨菲尔-辛普森飓风等级下最高的五级飓风标准。9月10日中午12点，日本气象厅估计台风在日本宫古岛东南方向约155公里洋面达到10分钟持续风速每小时195公里，最低气压910毫巴（百帕，27英寸汞柱）的最高强度。鸣蝉处于最高强度期间的覆盖范围较小，其烈风强度风场半径仅有240公里。
因有东进的低压槽令北侧的高压脊减弱，台风在最高强度期间的前进速度放缓并开始转向北上。9月10日晚19点左右，风暴从距宫古岛不足10公里洋面经过。风眼从上空经过期间，岛上气压跌至912毫巴（百帕，26.87英寸汞柱），风速达每小时250公里。气旋继续北上，在此期间略有减弱，于9月11日从冲绳县以西约220公里海域经过，在此期间还进入眼墙置换周期。低压槽逐渐逼近，致使外界环境渐趋不利，台风进一步减弱，联合台风警报中心估计鸣蝉于9月12日早上6点以1分钟持续风速每小时185公里强度从济州岛以东近海掠过。此后不久，风暴又从韩国釜山以西不远处登陆。，日本气象厅估计鸣蝉登陆时的10分钟持续风速为每小时140公里，联合台风警报中心估计其1分钟持续风速为每小时165公里。风险管理方案估计台风登陆时的风力时速达190公里，超越1959年颱風莎拉的纪录，鸣蝉因此成为1904年大韩民国气象厅开始有纪录以来吹袭该国的最强台风。由于风暴移动速度很快，行经洋面水温较高，气旋强度基本得以保持。风暴登陆后迅速减弱成热带风暴，并且进入日本海时已开始向温带气旋转变。越来越多的风切变将对流从结构不断恶化的环流中心剥离，联合台风警报中心于9月13日清晨发布针对鸣蝉的最后一份公告，宣布系统已转变成温带气旋。日本气象厅也在当天追踪系统至日本以北海域后宣布位于鄂霍次克海的鸣蝉已属温带气旋。风暴残留又持续了多天，于9月16日行进至堪察加半岛西南方向洋面，日本气象厅也在这时停止追踪。另据《水手天气日志》（Mariners Weather Log）记载，气旋残留此后继续东进，最终于9月21日袭击阿拉斯加州海岸。

## 防灾措施
面对台风威胁，日本多家航空公司共计取消145架次航班，其中大部分是在冲绳及其周边地区。冲绳有约50个美军基地关闭，基地还建议工作人员如无必要，最好留在家里。
韩国有关部门在鸣蝉来袭前安排洛东江多个水坝开闸泄洪，并向沿线发布洪灾警报。约有2万5000人被迫撤离，其中大部分前往学校或亲友家中躲避。大韩民国气象厅建议游客提早做好面对风暴的准备。进出济州岛的轮渡和航班暂停，岛上居民因此在秋夕假期前夕被困。
俄属远东滨海边疆区官员发布风暴警告，称当地有可能出现狂风暴雨。

## 影响

### 日本
日本宫古岛是鸣蝉袭击的第一个岛屿，当地阵风时速达266公里，持续风速也有每小时152公里。前后16小时里，除风眼经过的两小时外，岛上气压低至912毫巴（百帕，26.87英寸汞柱），是当地有纪录以来的第2低气压值，仅次于1959年的颱風莎拉，而且当时还是全日本历史上的第4低气压值。风暴在宫古岛降下暴雨，降雨总量达470毫米，其中24小时降雨量高达402.5毫米，刷新单日雨量纪录。岛上的1小时降雨量有58.5毫米，其中仅10分钟的雨量就有22毫米。宫古岛有104幢建筑因气旋受损，其中两幢房屋程度严重。鸣蝉还令36处公路路段受损，并在岛上引起停电，有约2万零900人受影响，占全岛人口的95%。此外，宫本岛还有一人被飞溅的玻璃割伤致死。
多家新闻机构宣称，鸣蝉是1968年后袭击冲绳的最强台风。冲绳县名护市的阵风时速达到109公里。石垣岛有许多房屋和农作物因狂风受损，多幢建在低洼地区的建筑被高涨的潮汐淹没。冲绳各地共有94人受伤，其中大部分都是被破碎的玻璃割伤。
登陆韩国前不久，鸣蝉在位于日本和韩国之间中途海域的对马岛产生时速167公里的阵风。位于日本西南海岸的平户市有气象站测得时速113公里的阵风。台风在日本九州降下暴雨，宫崎县有气象站测得457毫米雨量。降水在长崎县引起山体滑坡，191人被迫撤离家园。暴雨还在大分县和高知县引起山崩，高知县有多条道路因此封闭。面对台风威胁，山口县有多座学校关闭。风暴在高知县催生出一场藤田级数为1的龙卷风，多幢房屋因此受损，还有一辆汽车翻转，车内一名女性受伤。转变成温带风暴后，鸣蝉还给北海道函馆市带去时速约108公里的阵风，致使约2500居民失去供电。秋田市某气象站测得时速116公里的阵风，是该站历史上测得的9月第3高风速。札幌市有一人被倒塌的树木砸死，另有两人受伤。单松前町就有多个渔场和54条船只因大浪受损，全日本受损船只的数量则有262条。秋田县有一人因遭遇恶劣海况丧生。日本各地共有1498幢民居被风暴摧毁，另有363套被淹。气旋还导致约9公顷田地受到破坏。总体而计，日本共有3人因鸣蝉遇难，另有107人受伤，其中两人伤势严重，总体经济损失约为113亿日圆（2003年日圆，相当于同年的9600万美元）。

### 韓國

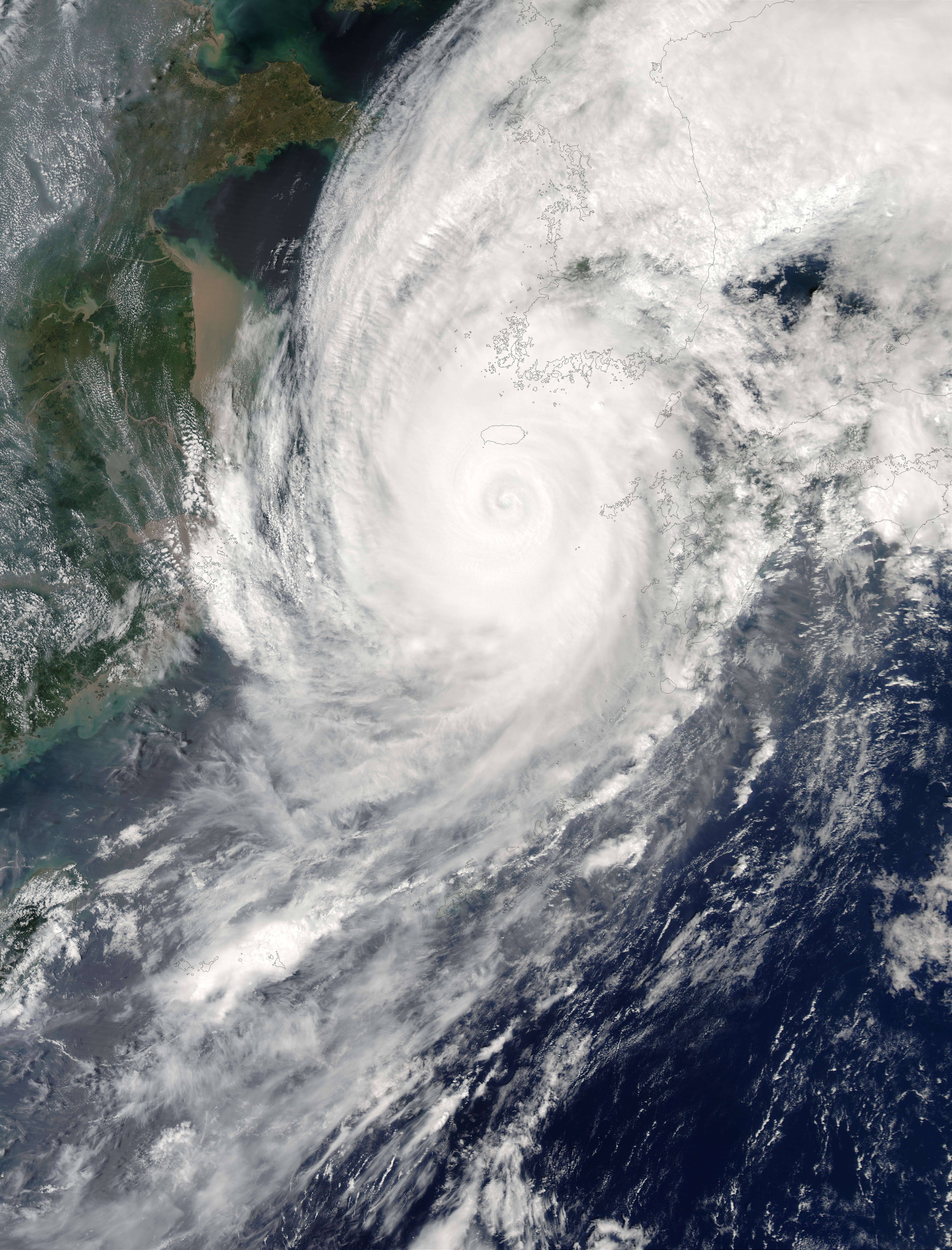
台风鸣蝉逼近韩国的卫星图像

鸣蝉吹袭韩国期间产生暴雨，最高降雨量达453毫米。南海郡和济州岛的雨量分别达401.5毫米和255毫米。气旋产生的降水范围比一年前袭击韩国的台风鹿莎小，洪灾严重程度也有不及，但鸣蝉引起的风害更大。济州岛测得的阵风时速达216公里，最低气压950毫巴（百帕，28英寸汞柱），两项数据都刷新该国纪录。其中风速打破台风派比安2000年创下的每小时210公里纪录，气压则比1959年的颱風莎拉还要低1.5毫巴，打破已保持40余年的纪录。位于韩国本土的金海国际机场测得时速143公里的阵风。釜山的风速也达到每小时154公里，是该市有纪录以来的第二高风速，仅次于1987年的台风塞尔玛。狂风冲击之下，韩国有5座核电站自动关闭，但最终都没有受到影响。
庆尚南道有71人丧生，是韩国受灾最严重的所在。釜山的灾情也特别重大，醴泉、蔚山和大邱都受到重创。釜山有11台各重约900吨的起重吊车在狂风下倒塌，致使两人丧生，5人受伤。当地有多家造船厂关闭，初步报告估计釜山港需要一整年才能全面恢复运作。估计港口所受破坏价值约有5000万美元，导致载货量下降20%之多。釜山海域还有艘大型船只因巨浪侧翻，蔚山近海也有家海上造船厂被海浪推向石油设施，令其双双受损。釜山共有16人因风暴遇难。
沿海地区有数以百计的房屋被高涨的潮汐淹没，缺乏海堤保护的地点情况尤为严重。鸣蝉导致马山市一家地下购物中心被淹，夺走12条人命。韩国电视剧《洛城生死恋》正在该国西南近海的济州岛取景，但外景地被来袭的气旋摧毁，岛上还有32套房屋被毁，另有两人遇难，其中一人当时正试图固定自己的船只，韩国各地共有465艘船受损或搁浅。强降雨引发多场泥石流，其中忠清道有列火车因此出轨，致使28名乘客受伤。泥石流还令多条道路封闭，有10处地点的5条铁道受到破坏。韩国各地有近4万辆汽车受损，另有2278条道路或桥梁受到破坏。洛东江因暴雨泛滥，釜山附近河段水位达5.06米，属洪水警戒水位。此河段河水排放量达每秒1万3000立方米，足以摧毁一截桥梁。洛东江的支流也有类似情况，位于大邱附近的一座堤坝被洪水摧毁。台风还令3万7986公顷即将迎来秋收的农田被淹，稻米作物因此受到大范围破坏。韩国东岸近海的郁陵岛有许多房屋和一条主要公路被冲毁，导致3人遇难。当地居民指责政府和气象机构没有提前发布预警。
整场台风一共导致韩国147万用户失去供电，单电力公司遭受的损失总额就有129亿韩圆（2003年韩圆，相当于同年的1161万美元）。受大范围破坏影响，多地的移动电话和手机服务中断。美国在该国的多座军事基地一共受到价值约450万美元的损失。韩国各地共有约5000套房屋被毁，1万3000户民宅或商铺受损，致使约2万5000人无家可归。2002年台风鹿莎来袭期间，江原道就有约150家企业毁于一旦，经过重建后又被鸣蝉摧毁。台风引起的保险索赔总额估计有6500亿韩圆（2003年韩圆，相当于同年的5亿6500万美元），其中大部分是财物损失，相当于一年前台风鹿莎的4倍。相比之下，鸣蝉在韩国造成的损失总额估计为5万5200亿韩圆（2003年韩圆，相当于同年的48亿美元），反而比鹿莎要少2万5200亿韩圆（相当于2003年的19亿美元），这种情况的出现主要是因为鸣蝉引起的工业破坏数额较高，而鹿莎的总体破坏程度更大。风暴在韩国各地共计夺走117人的生命。

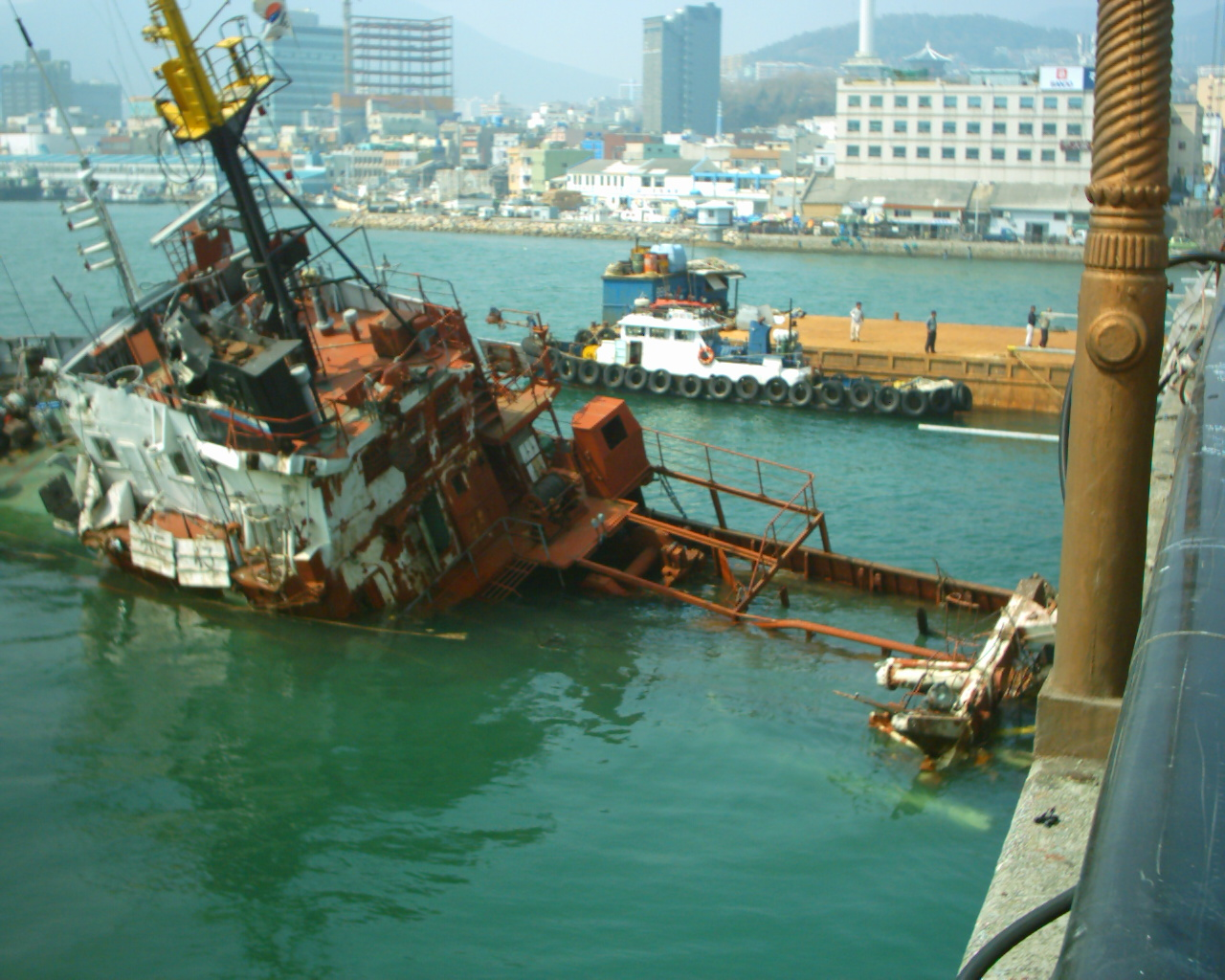
台风过去后釜山影岛大桥下的失事船只

### 其它地区
菲律宾大气地球物理和天文服务管理局曾针对鸣蝉发布警报，还有其它气象机构担心风暴会令季风性雨季的降水增强，但气旋并未对菲律宾构成任何破坏。
台风在台湾以东洋面行进期间产生强降雨，其中宜兰县的降雨量最高，达227.5毫米。降水缓解当地旱情的同时，也令干燥的水库得到补充。
鸣蝉在朝鲜产生约186毫米降水，但受该国新闻审查制度的影响，风暴的进一步影响无法确知。

## 善后

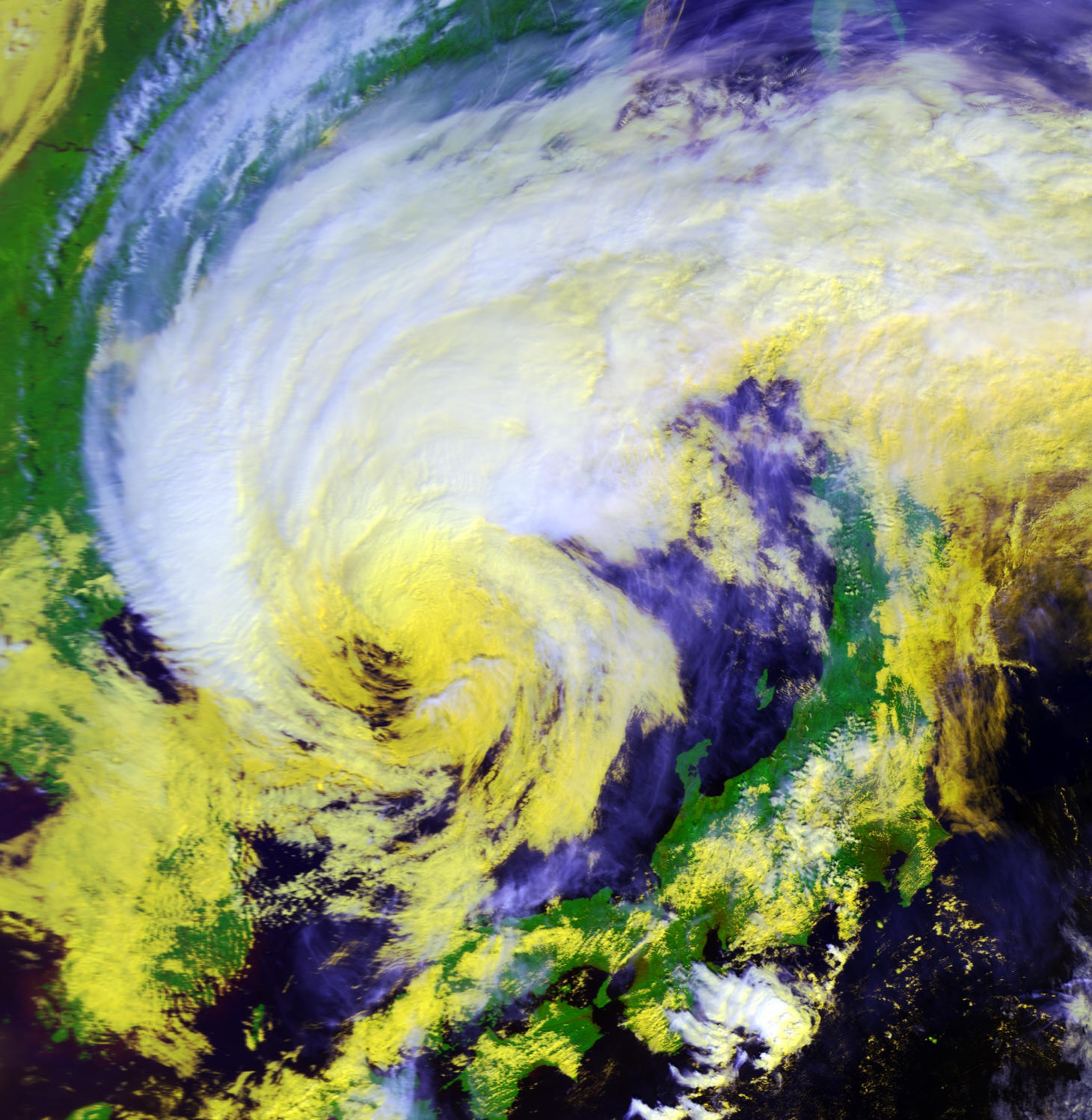
9月13日，位于日本海上空的台风鸣蝉

风暴过后，韩国总统卢武铉在视察釜山的受灾情况后宣布全国除首尔和仁川外均为特别灾区。2003年9月，韩国政府通过追加预算法案，并向灾民提供税收减免，还拨出14000亿韩圆的援助金。这其中包括立即生效的1000亿韩圆搜救任务资金。气旋过去后，许多居民批评政府及气象机构没有及时发布足够警告，沿海地区疏散力度也有不足，导致大量人员遇难。大范围的破坏和持续性的洪灾共同影响，导致交通状况在鸣蝉过去多天后依然得不到改善。受铁道损毁影响，铁道公司不得不暂时用客车来服务旅客。韩国各地发生多起山体滑坡，游客被迫另觅通途。台风过去3天后，大部分受损道路或高速公路已恢复通车。政府派出约3万3000名大韩民国陆军军人协助救灾，执行清理道路、向灾民提供救灾物品等工作。工作人员在24小时内就恢复了95%断电用户的供电。政府在釜山港新装4台起重机，协助工作人员确保商品出口不会延误。沉重的农业损失致使水果和蔬菜价格上涨，鱼类和农产品出口价格平均涨幅达9.2%。受风暴及此前政府限制生产的共同影响，韩国水稻收成创下23年来新低。政府为救助农民而加大农产品购买量，三家由政府运作的银行向风暴期间受灾的企业提供低息贷款。受积水经久不散的影响，韩国南部爆发结膜炎疫情。为防止更大范围传染，韩国国家卫生研究所派出上千名工作人员前往灾区控制疫情。出于对风暴破坏影响出口的担忧，韩国证券交易所跌幅达1.8%。
韩国电力公社决定对那些失去家园的居民免收2003年9月电费，还把失去供电的居民和企业电费减半。面对大范围地区汽车损毁的情况，韩国政府同意保险公司提高汽车保险费用。此外，有34家公司因风暴临时关闭，由此导致的减产和混乱估计使韩国2003年的经济增长率减少了0.5个百分点。韩国消费者信心指数降至5年间的新低，这场台风造成的破坏及对国家经济的不利影响正是这种情况的主要原因。面对两年间台风鹿莎和鸣蝉先后来袭的情况，韩国政府开始着手制定灾害管理和减灾方案。在风暴同2003年大邱地铁纵火案的共同影响下，政府于2004年3月通过《应急和安全管理基本法》，行之有效地建立起全国性的应急管理体系。风暴期间受损的龟浦大桥直到2007年才修复。
虽然韩国政府并未请求国际社会援助，但还是有多个国家主动伸出援手。台风过去数天后，美国国际开发署向韩国红十字会赠送5万美元。此后，日本政府也向韩国赠送价格950万日圆（2003年日圆，相当于同年的8万5000美元）的救灾物资，其中包括睡垫、发电机和盛水容器。台湾也提供了10万美元的援助金。韩国红十字会通过700名志愿者和200名工作人员，向8190户居民分发食品和毛毯，地方官员则提供了5500余顿膳食。粮食救济饥民国际协会的工作人员在马山市向风暴灾民送去食品和衣物。
由于这场风暴造成大量人员伤亡和重大财产损失，世界气象组织于2006年将其名称“鸣蝉”退役，以彩虹（Mujigae）取代。